# Craignish
Craignish är en udde i Storbritannien.   Den ligger i kommunen Argyll and Bute och riksdelen Skottland, i den nordvästra delen av landet, 600 km nordväst om huvudstaden London.
Terrängen inåt land är varierad. Havet är nära Craignish åt sydväst. Runt Craignish är det mycket glesbefolkat, med 6 invånare per kvadratkilometer. Närmaste större samhälle är Lochgilphead, 15,3 km sydost om Craignish. I omgivningarna runt Craignish växer i huvudsak blandskog.